# Yokohama DeNA BayStars
Yokohama DeNA BayStars (横浜DeNAベイスターズ?) es un equipo de béisbol japonés con sede en Yokohama que compite en la Liga Central, perteneciente a la Liga Japonesa de Béisbol Profesional (NPB). Disputa sus partidos como local en el Estadio de Yokohama.
La franquicia fue fundada en 1950 por la compañía pesquera Taiyo y ha tenido distintas denominaciones a lo largo de su historia. Tras jugar durante un tiempo en Kawasaki, en 1978 se trasladó a Yokohama coincidiendo con la inauguración del nuevo estadio. Desde 2011 su propietario es la empresa de videojuegos DeNA. 
Ha conquistado la Serie de Japón en tres ocasiones: 1960, 1998 y 2024.

## Historia
El equipo fue fundado en 1950 por la compañía pesquera Taiyo —actual Maruha Nichiro—, que ya contaba con un club amateur desde mayo de 1929, para competir en la recién creada Liga Japonesa Profesional (NPB), dentro de la Liga Central. La nueva entidad se llamó «Taiyo Whales» (en inglés, «ballenas») y se estableció en Shimonoseki, Yamaguchi.
Después de una serie de malos resultados, en 1953 absorbió a los Shochiku Robins de Kioto para crear una nueva entidad, los «Yō-Shō Robins», que se trasladaría a Osaka. En 1954 Taiyo mantuvo la franquicia en solitario y recuperó la denominación original, para trasladarse al año siguiente a Kawasaki, Kanagawa. El equipo no mejoró sus resultados y terminó en última posición durante seis años seguidos.
La suerte cambió en 1960 con la llegada al banquillo de Osamu Mihara, quien venía de hacer campeón a Nishitetsu Lions la temporada anterior. Gracias a un plantel más competitivo, Taiyo Whales venció la Liga Central y se proclamó campeón de la Serie de Japón tras vencer al Daimai Orions en cuatro juegos. El lanzador Noboru Akiyama fue nombrado jugador más valioso, mientras que el bateador Akihito Kondo ganó el premio al mejor jugador de la final.
En 1976, Taiyo anunció un nuevo traslado a la vecina Yokohama, mediante una operación que incluía nuevos inversores y la construcción del flamante estadio de Yokohama. El equipo pasó a llamarse «Yokohama Taiyo Whales», coincidiendo con su inauguración. Taiyo mantuvo el control mayoritario y permitió la entrada en el accionariado de dos cadenas de televisión: Nippon Broadcasting System (30%) y TBS (15%). No obstante, los resultados no acompañaron y en todo ese tiempo la mejor posición fue un subcampeonato de la Liga Central en 1989.
A finales de la temporada 1993 pasó a llamarse «Yokohama BayStars» (en inglés, «Estrellas de la Bahía»), coincidiendo con el cambio de denominación social de Taiyo por la actual Maruha Nichiro. En un primer momento se planteó usar «Yokohama Whales», pero las restricciones a la pesca de ballenas en Japón, cuya percepción social era cada vez más negativa, llevaron a los dueños a elegir un nuevo nombre, basado en el Puente de la Bahía de Yokohama.
Con el paso del tiempo, los BayStars armaron un plantel en el que destacaron los lanzadores Kazuhiro Sasaki y Daisuke Miura, así como bateadores con buenos promedios, entre ellos Bobby Rose. En la temporada 1998, el equipo ganó la Liga Central y se impuso en la Serie de Japón a los Seibu Lions, lo que significaba el segundo título después de 38 años. Sasaki fue nombrado jugador más valioso y en el 2000 fue traspasado a los Seattle Mariners de las Grandes Ligas de Béisbol. Dos años más tarde, Maruha se deshizo de la franquicia vendiéndosela a TBS, pero los resultados empeoraron al punto de dejar de resultar competitivos.
En 2011, la NPB aprobó la compra de la franquicia por parte de DeNA, una desarrolladora de videojuegos. Los nuevos dueños decidieron mantenerla en Yokohama y renombrarla como «Yokohama DeNA BayStars», para desarrollar un plan de reconstrucción a largo plazo. Desde 2015 la fundadora de la empresa, Tomoko Namba, tomó las riendas para convertirse en la primera mujer dirigente de un club de béisbol en Japón.
Con la llegada como entrenador del venezolano Álex Ramírez en 2015, el equipo firmó un tercer puesto en la Liga Central que le permitió disputar las eliminatorias por el título. Dos años más tarde alcanzó la final de la Serie de Japón, en la que cayó derrotado ante Fukuoka SoftBank Hawks. Aquel plantel contaba con jugadores que luego hicieron carrera en la MLB como Yoshi Tsutsugo y Shota Imanaga. Bajo la dirección de Daisuke Miura, y gracias al refuerzo de jugadores como Shugo Maki y el estadounidense Trevor Bauer, en 2024 llegó de nuevo a la Serie de Japón; esta vez se proclamó vencedor frente a los Hawks en seis partidos. Masayuki Kuwahara fue nombrado jugador más valioso del curso.

## Infraestructuras

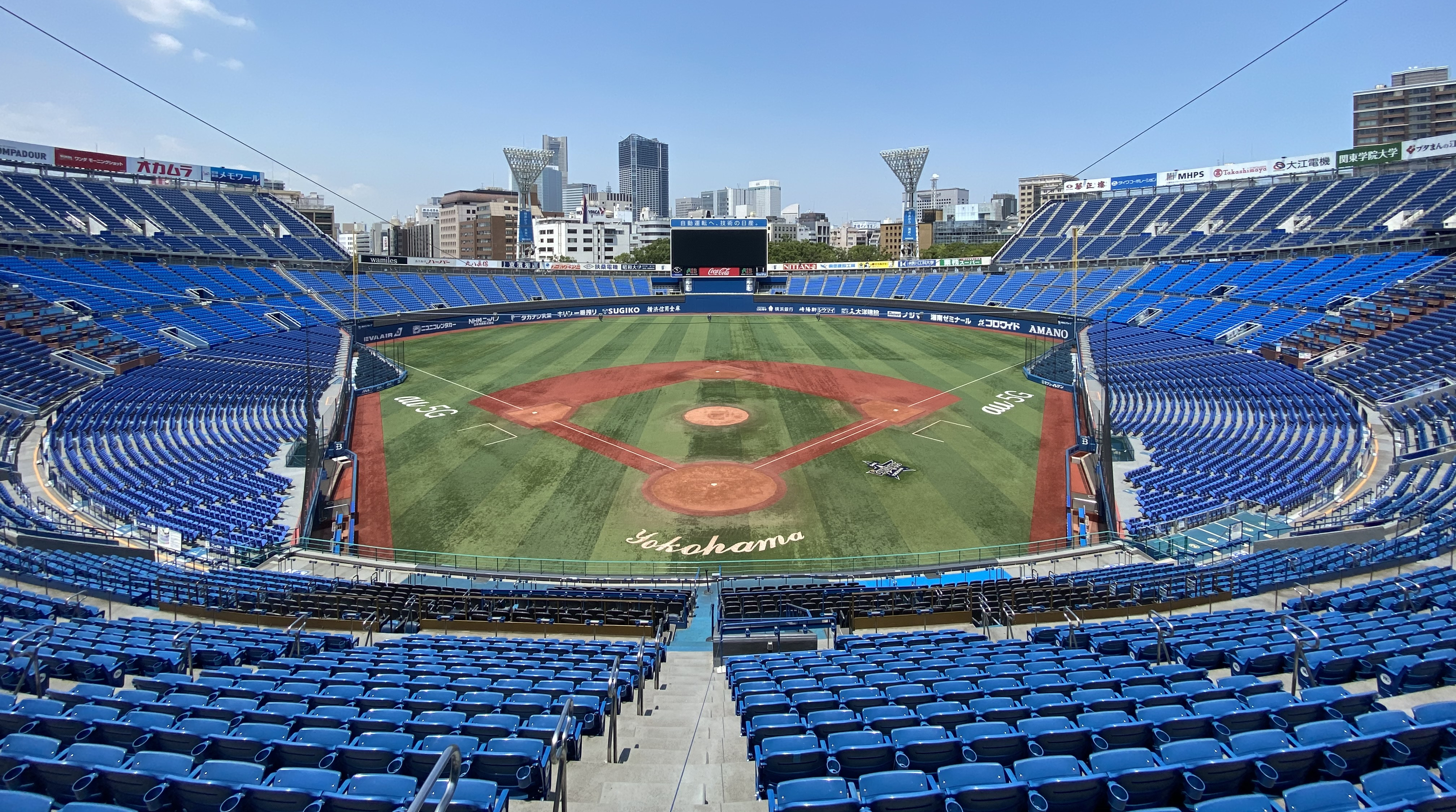
Interior del Estadio de Yokohama.

Yokohama DeNA BayStars disputa sus partidos como local en el Estadio de Yokohama, con capacidad para 34.000 espectadores. Está ubicado en el distrito de Naka, en las proximidades del puerto de Yokohama. Fue inaugurada en 1978 y ha sido sede olímpica del béisbol y sóftbol en los Juegos Olímpicos de Tokio 2020. Puede albergar también partidos de fútbol y rugby con la instalación de gradas auxiliares.
Anteriormente había usado tres sedes distintas antes de establecerse en Yokohama. Entre 1950 y 1952 disputó sus partidos en el estadio de Shimonoseki, prefectura de Yamaguchi. Desde 1953 hasta 1954 jugó en el Estadio de Osaka, compartido con Nankai Hawks y Kintetsu Buffaloes. Y en 1955 se estableció definitivamente en la prefectura de Kanagawa con un nuevo traslado a Kawasaki, disputando sus encuentros en el Estadio de Kawasaki hasta 1977.
El equipo de formación de los BayStars juega en Yokosuka, a 36 km al sur de Yokohama.

## Dimensión sociocultural
El área de influencia de Yokohama DeNA BayStars cubre Yokohama y toda Kanagawa, por lo que cuenta con una numerosa base de aficionados en la prefectura. La afición se caracteriza por sus cánticos coreografiados, la gran mayoría acompañados solo con palmas y trompetas, y por contar con un grupo de animadoras a pie de campo.
La elección del apodo BayStars es una referencia al puente de la Bahía de Yokohama. Desde 1950 hasta 1992 usaba el término Whales (en español, «ballenas») en referencia a las actividades pesqueras del fundador de la franquicia, el grupo Taiyo —actual Maruha Nichiro—, que fue propietario hasta 2002. Las restricciones contra la caza pesquera de ballenas, prohibida internacionalmente desde 1986, llevaron a Taiyo a cambiar su denominación social y la del equipo.

### Mascota
Las mascotas de Yokohama DeNA Stars desde 2012 son dos hamsters, DB Starman y DB Kirara. La elección vincula la fonética japonesa de hámster (ハムスター?) con el segundo kanji de Yokohama. La cara de los dos roedores tiene forma de estrella, en referencia al nombre del equipo.

## Palmarés
- Liga Central: 2: 1960, 1998
- Serie de Japón: 2: 1960, 1998, 2024

No se cuenta el título obtenido en 1950 por Shochiku Robins.